# Helen Volfson
Helen Volfson (hebräisch הלן וולפסון; * 11. Dezember 1989) ist eine israelische Leichtathletin, die sich auf den Langstreckenlauf spezialisiert hat.

## Sportliche Laufbahn
Erste internationale Erfahrungen sammelte Helen Volfson bei der Premiere der Straßenlauf-Europameisterschaften 2025 in Löwen, bei denen sie nach 2:44:16 h auf den 17. Platz im Marathonlauf belegte und in der Mannschaftswertung die Silbermedaille hinter dem spanischen Team gewann.

## Persönliche Bestzeiten
- Halbmarathon: 1:17:03 h, 28. Februar 2025 in Tel Aviv-Jaffa
- Marathon: 2:44:16 h, 13. April 2025 in Löwen